# Aljuba

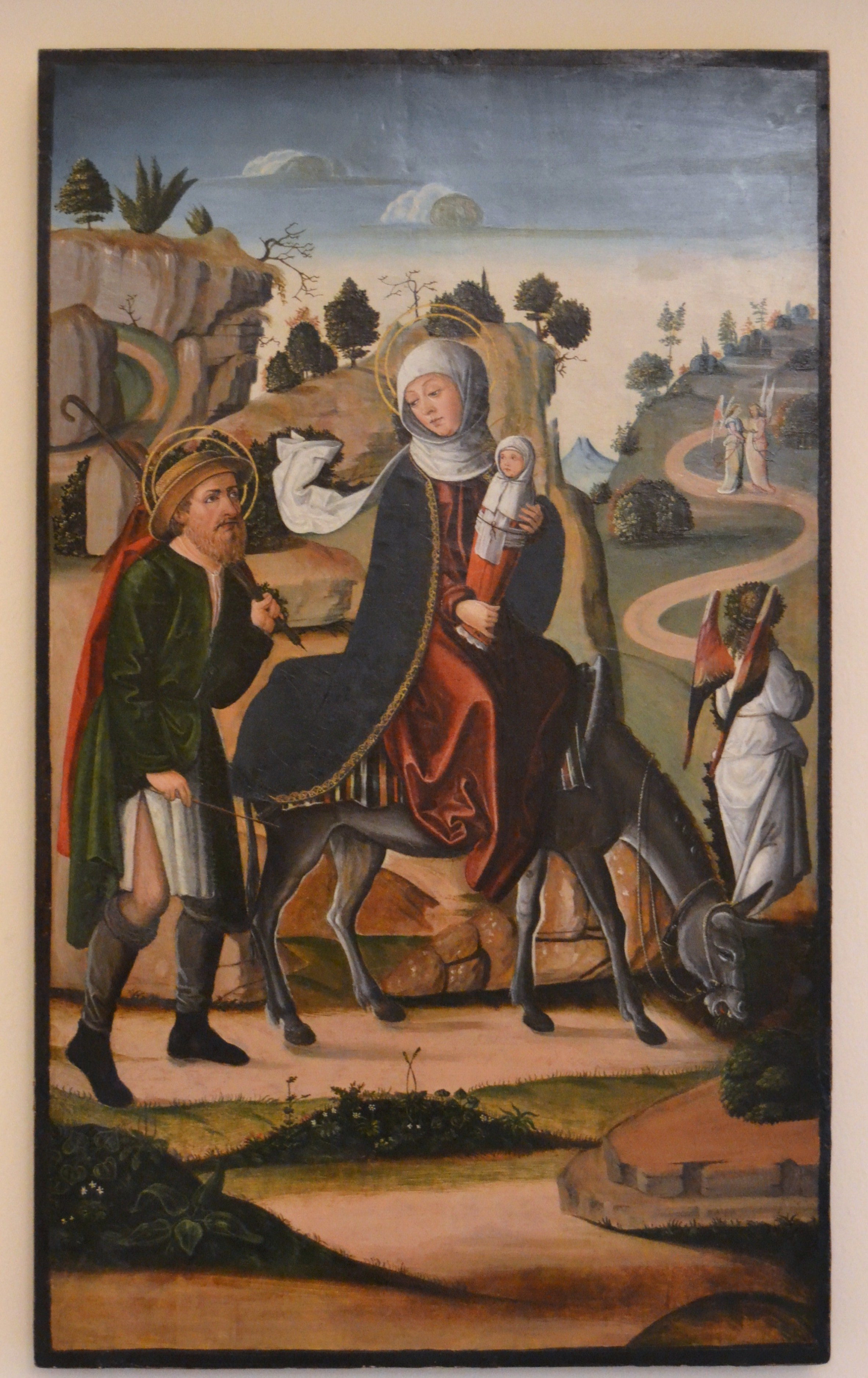
Huida a Egipto, en donde vemos a San José vistiendo aljuba

Se llama aljuba a una vestidura morisca que usaron también los cristianos españoles. Consistía en una especie de vestido abotonado y ceñido a la cintura que caía en forma de falda hasta las rodillas. 
Según Urrea, citado por Covarrubias, es voz árabe compuesta por el artículo al y el nombre jubba que se tiene por correspondiente a al-juba. Y en confirmación de esto, los moriscos cautivos que remaban en las galeras llamaban aljuba a un saco sin mangas con el que estaban vestidos.